# Honda Accord
Honda Accord — среднеразмерный (до 1989 года — компактный) автомобиль, выпускающийся японским производителем Honda с 1976 года. С момента начала продаж в одних только Соединённых Штатах продано более 8 000 000 седанов, хетчбэков, универсалов и купе. На данный момент производится одиннадцатое поколение автомобиля.
Аккорд — согласие и гармония между человеком, обществом и автомобилем.Соитиро Хонда
Слово Accord имеет латинское происхождение и образовано из предлога ad «к, на» + cor (род. п. cordis) «сердце», то есть — «к сердцу»

## Первое поколение
Дебютировало в мае 1976 года в кузове трёхдверный хетчбэк. В 1977 году начато производство автомобиля с кузовом седан. Первоначально на автомобиль устанавливался бензиновый двигатель объёмом 1,6 литра. В 1978 году начата установка двигателей объёмом в 1,8 литра. C 1979 года была разработана и опционально устанавливалась трёхступенчатая автоматическая трансмиссия. В 1980 году (последний год 1 поколения) был выпущен миллион автомобилей Honda Accord.

### Награды
- «Автомобиль года» в 1976 году по версии журнала Motor Fan.
- «Автомобиль года в классе до $5,000» 1977 года по версии журнала Road Test в США.
- «Автомобиль года» в 1977 году по версии журнала Wheel в Австралии.
- «Автомобиль года в классе до $5,000» 1977 года по версии журнала Car & Driver в США.
- «Лучший седан в классе до $5,000» 1978 года по версии журнала Road & Track в США.

## Второе поколение
В 1982 году стал первым японским автомобилем, выпускаемым в Соединённых Штатах Америки. Он производился на заводе Honda в Мэрисвилле, Огайо, США. Также становится самой продаваемой в США японской моделью с начала продаж и удерживает это звание в течение 15 лет вплоть до 1996 года. В 1991 и 2001 возглавляет рейтинги продаж в своем классе среди всех производителей. В 1983 году автомобиль начал комплектоваться 4-ступенчатой автоматической коробкой передач. Производство прекращено в 1985 году.

## Третье поколение
Accord 3-го поколения был представлен в июне 1985 года в Японии с кузовами седан ("Sedan" англ., "Limousine" нем., "セダン" яп.) и шутинг-брэйк ("shooting-brake" англ.) под названием "Аэродэк" ("Aerodeck" англ., "エアロデッキ" яп.), очень похожим на 3-дверный универсал. В кузове шутинг-брэйк задняя дверь багажника частично переходила в крышу, где также была застеклена для увеличения освещенности в салоне и удобства использования багажного отделения. Яркой отличительной чертой автомобиля были убирающиеся передние фары, которые нельзя было встретить ни на предыдущих, ни на последующих поколениях Аккорд. Новые кузова автомобилей сочетали в себе прямые линии и мягкую сглаженность углов, низкую линию капота и слегка приподнятую линию задней части.
С конца 1985 года Accord 3-го поколения стал доступен в других странах, однако с некоторыми отличиями. Автомобили с кузовом седан были во всех странах, где продавался Accord 3-го поколения. Модель "Аэродэк" с кузовом шутинг-брэйк 3-дв. продавалась в Японии, Европе (кроме Турции) и Новой Зеландии. С кузовом хетчбэк 3-дв. Accord 3-го поколения продавался в США, Канаде, Австралии, Новой Зеландии, странах Персидского залива (регион KY) и некоторых других странах мира. Убирающиеся фары были на всех автомобилях с кузовами хетчбэк и "Аэродэк" не зависимо от страны. На автомобилях с кузовом седан убирающиеся фары были в Японии, США, Канаде, Австралии, Новой Зеландии, странах Персидского залива (регион KY), с 1987 года в Тайване на импортируемых из США автомобилях. В других странах для автомобилей с кузовом седан были разработаны обычные фары, которые появились и в Японии с июля 1987 года на модели Accord CA (Continental Accord). Передняя и задняя оптика всех кузовов могла иметь отличия в зависимости от страны.
С мая 1987 года в Японии, а с 1988 года в США, Канаде и в Тайване на импортируемых из США автомобилях были несколько изменены бамперы (в США и Канаде только на автомобилях с кузовом седан) и светотехника. Автомобиль дважды подвегрся рестайлингу и в Индонезии: в 1988 году - светотехника, в 1989 году - задняя светотехника и бамперы; в Таиланде в 1989 году -  только светотехника.
В 1988 году в США, Канаде и Японии начинаются продажи Accord с кузовом купе ("Coupe" англ., "クーペ" яп.). Этот автомобиль был первой моделью, разработанной компанией Honda Research of America, Inc. - HRA (создана в сентябре 1984 года путём реорганизации Honda R&D North America Inc.) на местном рынке со всем процессом проектирования. Accord 3-го поколения с кузовом купе собирался только в США компанией Honda of America Mfg.,Inc. вплоть до марта 1990 года. Эта модель становится первым автомобилем Японии, произведённым в США под японским брендом, который экспортировался в Японию. Автомобили с кузовом купе были с новыми бамперами и светотехникой.
Accord 3-го поколения собирался на заводах:
- в Японии Honda Motor Co. с кузовами седан, хетчбэк и "Аэродэк" (для многих стран);
- в США Honda of America Mfg. с кузовами седан, хетчбэк (модели '86-'87) и купе (модели '88+) (для местного рынка, Канады, Японии и Тайваня);
- в Канаде Honda of Canada Mfg. с кузовом седан (модели '87-'88) (для местного рынка и США);
- в Таиланде Honda Cars Thailand Co., Ltd. с кузовом седан (для местного рынка);
- в Малайзии Oriental Assemblers Sdn. Bhd. с кузовом седан (для местного рынка);
- в Индонезии P.T. Honda Prospect Motor с кузовом седан (для местного рынка);
- в Новой Зеландии New Zealand Motor Corporation (до середины 1988 года)/Honda New Zealand Ltd. (с середины 1988 года) с кузовом седан и хетчбэк (для местного рынка).

На автомобиль устанавливали двигатели А-серии с одним газораспределительным валом "SOHC" и 12 клапанами объёмом 1,6л, 1,8л и 2,0л с карбюраторной системой питания (Keihin 2-barrel Carburetor), объёмом 2,0л с инжекторной системой питания PGM-FI (Programmed Fuel Injection), В-серии с двумя газораспределительными валами "DOHC" и 16 клапанами объёмом 1,8л с двумя карбюраторами CV DUAL CARB (CV - Constant Velocity), объёмом 2,0л с инжекторной системой питания PGM-FI (Programmed Fuel Injection), который в Японии был с электронной системой управления зажиганием PGM-IG (Electronic Ignition Timing Control), а в Европе - с вакуумным регулятором опережения зажигания. Со второй половины 1987 года в Японии на автомобили с кузовом седан начинают устанавливать двигатели А-серии объёмом 2,0л, но только с карбюраторной системой питания (Keihin 2-barrel Carburetor). Также со второй половины 1987 года в Японии, а в США и Канаде с 1988 года на автомобилях с инжекторной системой питания устанавливался новый двухступенчатый впускной коллектор.
В отличие от Японии, на автомобили экспортируемые в другие страны (в т. ч. для некоторых стран Западной Европы), устанавливали двигатели А-серии объёмом 1,6л с карбюраторной системой питания, и объёмом 2,0л с карбюраторной или инжекторной (только для США, Канады, стран Западной Европы, Новой Зеландии, а с 1987 года в Австралии и Тайване) системами питания. Помимо Японии двигатели В-серии объёмом 2,0л с инжекторной системой питания устанавливались на автомобили с кузовам седан c 1987 года в Англии, Франции, Германии и странах Бенилюкса (Бельгия, Нидерланды, Люксембург), с 1988 года также в Финляндии, Норвегии, Италии и Испании, а также в Швеции, Швейцарии и Австрии.
На Accord устанавливали 5-ти ступенчатую МКПП и 4-х ступенчатую АКПП (особенно распространенную в США и Японии). На двигатели с инжекторной системой питания могли устанавливаться приемная труба выхлопных газов 2-1 вместо 1-1 и основной глушитель 1-2 вместо 1-1. Также на автомобиль мог устанавливаться катализатор отработавших газов. У автомобиля была независимая подвеска на двойных поперечных рычагах. Стабилизатор поперечной устойчивости спереди был на всех автомобилях, сзади — на всех инжекторных и некоторых карбюраторных моделях. Тормоза на автомобиле были передние дисковые вентилируемые, задние барабанные или дисковые. Задние дисковые тормоза устанавливались в США только на версии «SE-i» в 1989 году, в Европе, Австралии и Новой Зеландии — на автомобилях с инжекторной системой питания, в Японии — на автомобилях с двигателями В-серии. В Японии на версиях «2.0Si» спереди устанавливали тормозные суппорта с двумя поршнями, а начиная со второй половины 1987 года также и на версиях с антиблокировочной системой тормозов ALB. На некоторых моделях 1987—1989 годов передние тормозные диски и суппорта были большего размера, рассчитанные на колесные диски не меньше чем R14. Антиблокировочная система тормозов ALB могла устанавливаться на японских и европейских автомобилях. Коэффициент аэродинамического сопротивления для кузовов седан и купе — Cx=0,32, для кузовов хетчбэк и шутинг-брэйк (аэродэк) — Cx=0,34.
Версия 2.0Si была также и в Австралии с 1987 года, однако в отличие от Японии эти автомобили были с двигателями A-серии и по уровню комплектации соответствовали европейской версии EX-2.0i.

### Коды автомобилей и двигателей
| КОД АВТОМОБИЛЯ | КОД ДВИГАТЕЛЯ | ОБЪЕМ ДВИГАТЕЛЯ | ВАЛЫ | КЛАПАНА | СИСТЕМА ПИТАНИЯ | МОЩНОСТЬ ДВИГАТЕЛЯ | МЕТОД ИЗМЕРЕНИЯ | СТРАНА и ГОДЫ (примечания)                                                 |
| CA1            | A18A          | 1829            | SOHC | 12      | CARB            | 100PS              | JIS net         | Япония                                                                     |
| CA2            | B18A          | 1834            | DOHC | 16      | CV DUAL CARB    | 115PS              | JIS net         | Япония                                                                     |
| CA3            | B20A          | 1958            | DOHC | 16      | PGM-FI          | 160PS              | JIS gross       | Япония \'85.06-'87.04 (PGM-IG)                                             |
| CA3            | B20A          | 1958            | DOHC | 16      | PGM-FI          | 145PS              | JIS net         | Япония \'87.05+ (PGM-IG, новый коллектор)                                  |
| CA4            | A16A1         | 1598            | SOHC | 12      | CARB            | 88PS               | DIN, ISO        | Европа, Турция, Пакистан и некоторые другие страны                         |
| BA             | BS            | 1955            | SOHC | 12      | CARB            | 98HP               | SAE net         | США \'86                                                                   |
| BA             | BT            | 1955            | SOHC | 12      | PGM-FI          | 110HP              | SAE net         | США \'86                                                                   |
| BA             | BS1           | 1955            | SOHC | 12      | CARB            | 98HP               | SAE net         | Канада \'86                                                                |
| BA             | BT1           | 1955            | SOHC | 12      | PGM-FI          | 110HP              | SAE net         | Канада \'86                                                                |
| CA5            | A20A          | 1955            | SOHC | 12      | CARB            | 105PS              | JIS net         | Япония \'87.05+                                                            |
| CA5            | A20A1         | 1955            | SOHC | 12      | CARB            | 98HP               | SAE net         | США и Канада - \'87+                                                       |
| CA5            | A20A1         | 1955            | SOHC | 12      | CARB            | 102PS              | DIN, ISO        | Германия \'86+, Швейцария и Австрия - \'87+, Швеция '89                    |
| CA5            | A20A2         | 1955            | SOHC | 12      | CARB            | 102PS              | DIN, ISO        | Швейцария \'86-'87, Австралия                                              |
| CA5            | A20A2         | 1955            | SOHC | 12      | CARB            | 106PS              | DIN, ISO        | Европа и другие страны, Германия и Австрия \'86-'87                        |
| CA5            | A20A2         | 1955            | SOHC | 12      | CARB            | 108PS              | DIN             | Швеция \'86-'88 (этилиров. бензин)                                         |
| CA5            | A20A3         | 1955            | SOHC | 12      | PGM-FI          | 110HP              | SAE net         | США и Канада - \'87                                                        |
| CA5            | A20A3         | 1955            | SOHC | 12      | PGM-FI          | 120HP              | SAE net         | США и Канада - \'88+ (новый коллектор)                                     |
| CA5            | A20A3         | 1955            | SOHC | 12      | PGM-FI          | 115PS              | DIN, ISO        | Германия, Швейцария и Австрия - \'87+, Швеция \'88+                        |
| CA5            | A20A4         | 1955            | SOHC | 12      | PGM-FI          | 122PS              | DIN, ISO        | Европа, Германия и Австрия \'86-'87                                        |
| CA5            | A20A4         | 1955            | SOHC | 12      | PGM-FI          | 115PS              | DIN, ISO        | Швейцария \'86-'87, Австралия \'87+                                        |
| CA5            | A20A4         | 1955            | SOHC | 12      | PGM-FI          | 118PS              | DIN             | Швеция \'86-'88 (этилиров. бензин)                                         |
| CA5            | B20A2         | 1958            | DOHC | 16      | PGM-FI          | 137PS              | DIN, ISO        | Германия \'87, Финляндия \'88+; Англия, Франция и страны Бенилюкса - \'87+ |
| CA5            | B20A8         | 1958            | DOHC | 16      | PGM-FI          | 133PS              | DIN, ISO        | Германия, Швейцария, Австрия, Швеция - \'88+                               |
| CA6            | A20A3         | 1955            | SOHC | 12      | PGM-FI          | 120PS              | SAE net         | Япония, США и Канада - \'88+ (новый коллектор)                             |
| SE3            | A20A2         | 1955            | SOHC | 12      | CARB            | 108PS              | DIN             | Индонезия \'86                                                             |
| SE3            | NA            | 1955            | SOHC | 12      | CARB            | 108PS              | DIN             | Индонезия \'87+                                                            |
| AC             | A             | 1955            | SOHC | 12      | CARB            | 106PS              | DIN             | Таиланд                                                                    |

### Награды
- "Автомобиль года в Японии" в 1985—1986 годах по версии Исполнительного комитета.
- "Лучший новый импортный седан" 1986 года по версии Автомобильной ассоциации журналистов Канады (AJAC).
- Входил в 10-ку самых продаваемых автомобилей в США по версии журнала "Car & Driver" каждый год на протяжении 1986-1989 годов.
- Места в рейтинге продаж в США среди автомобилей всех классов: 1986 - #7, 1987 - #5, 1988 - #6, 1989 - #3.

## Четвёртое поколение

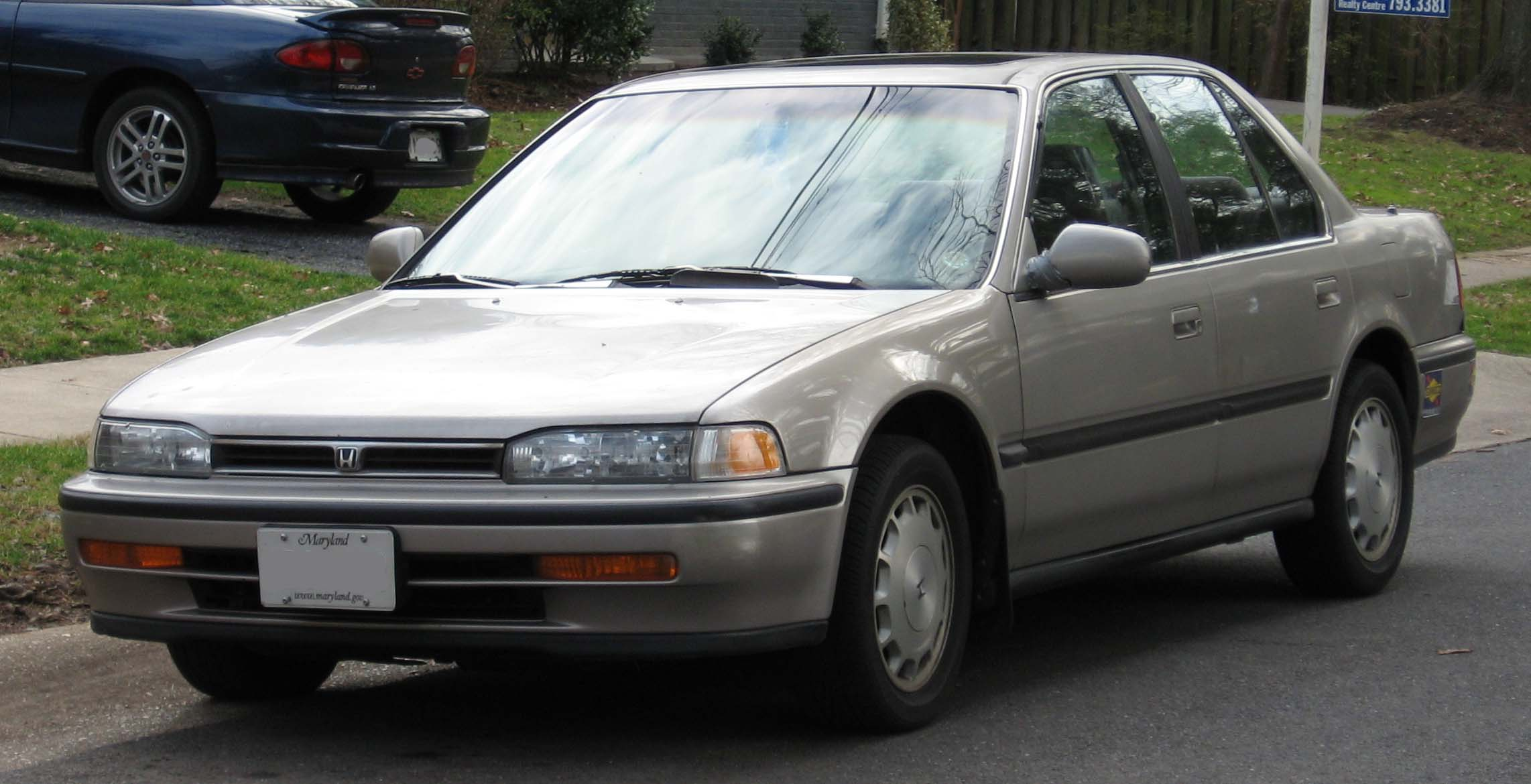
4th Honda Accord Sedan

Accord 4 поколения выпускался с 1989 по 1993 год. На этой модели впервые для переднеприводного автомобиля была применена двухрычажная подвеска, а также известная система подруливания задних колёс 4WS. Четвёртое поколение выпускалось только с передним приводом и с четырёхступенчатым автоматом или пятиступенчатой механикой. Двигатели только бензиновые: 1,8-103 л. с.,2,0-90 л. с.,2,0-110 л. с., 2,0-133 л. с. и 2,2-150 л. с. С этого поколения Accord увеличивает продажи на североамериканском рынке. Версии для этого рынка имеют отличия от европейских в оптике и в комплектациях.

## Пятое поколение

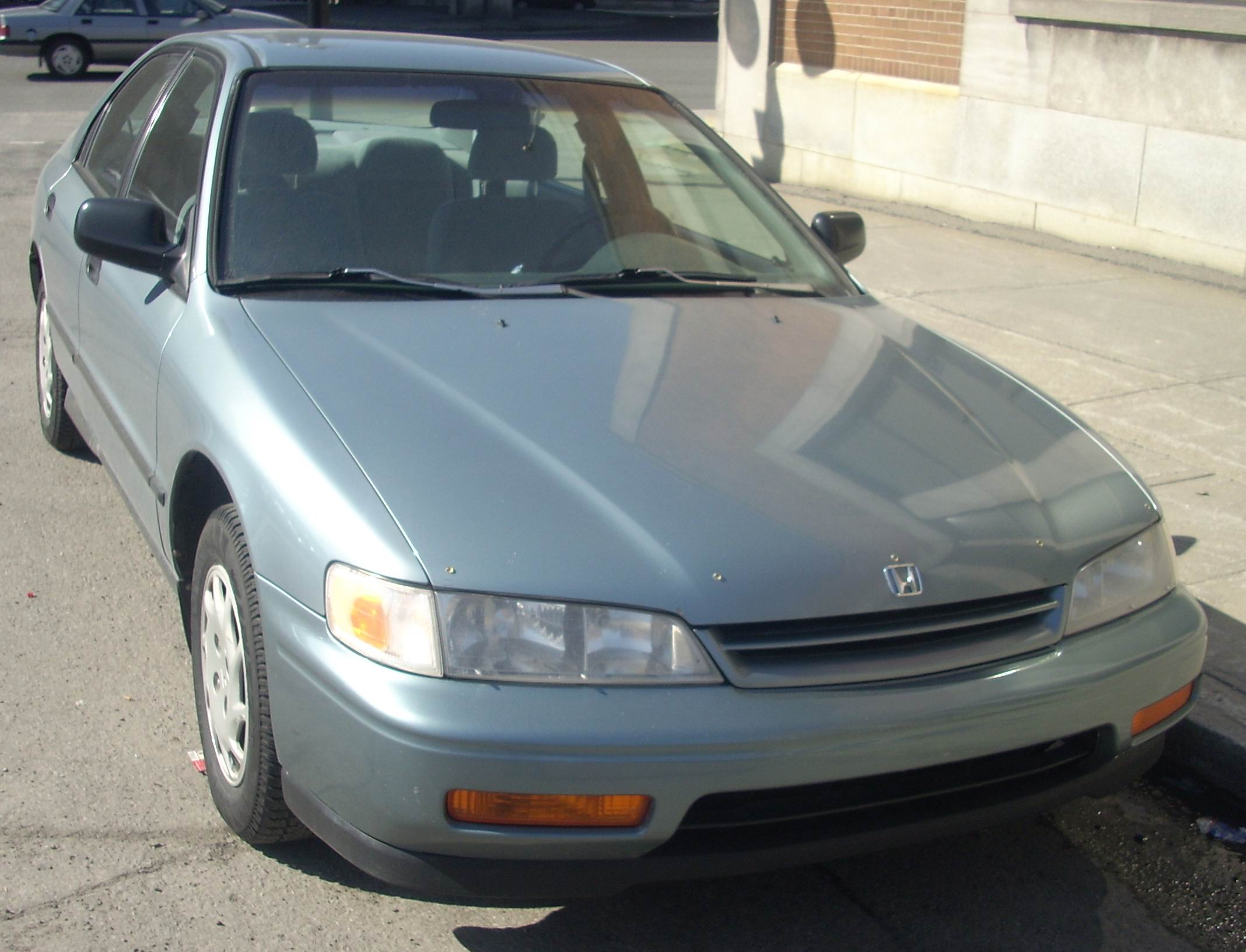
1994-1995 Honda Accord Sedan Canada

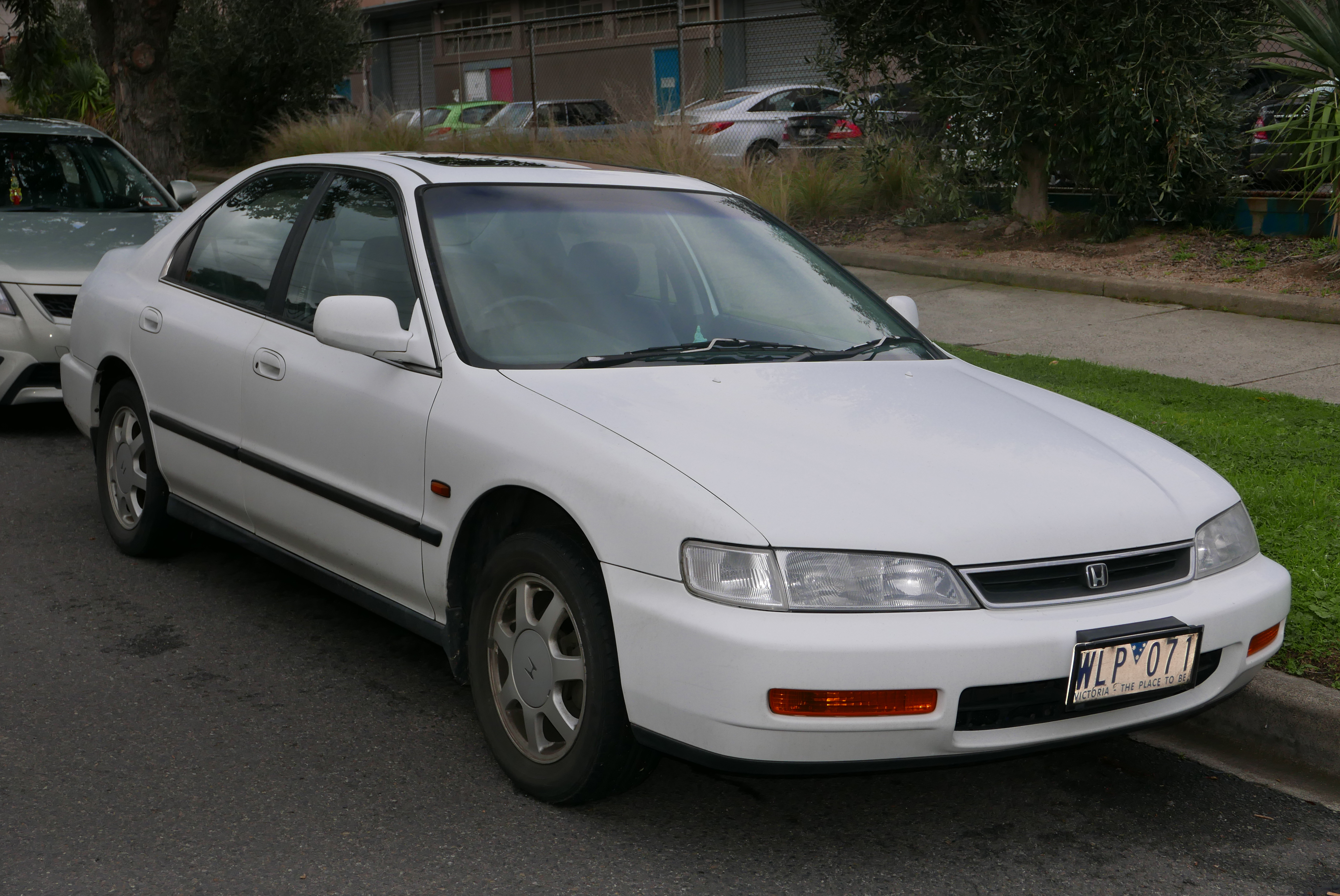
Рестайлинг

Пятое поколение выпускалось с 1993 по 1998 год. Кузова — седан (CC7,CE,CF), купе (CD7,CD9) и универсал (CE). Двигатели — бензиновые, шестнадцатиклапанные: Р4 1,8 л 92 кВт/125 л. с.; 2,0 л F20Z2 85 кВт/115 л. с.,F20Z1 96 кВт/131 л. с.,F20B 99 кВт/135 л. с. и F20B3 100 кВт/136 л. с.; 2,2 л 96 кВт/130 л. с., 97 кВт/132 л. с.,F22B1 107 кВт/146 л. с., 108 кВт/147 л. с.,F22B5 110 кВт/150 л. с. и 140 кВт/190 л. с.; 2,3 л 116 кВт/158 л. с.; V6 2,7 л 127 кВт/172 л. с. Коробки передач — пятиступенчатая механическая или четырёхступенчатая автоматическая. Привод — передний. Подвеска имеет достаточно сложное строение: спереди стоит двойной поперечный рычаг, сзади поперечный стабилизатор устойчивости. Тормозная система имеет гидравлический привод, который приводит в действие однопоршневые суппорты дисковых вентилируемых (спереди) и дисковых тормозов (сзади).
1995 год. Новый бензиновый двигатель Р4 F18A3 1,8 л 85 кВт/115 л. с.
В 1996 году провели фейслифтинг седана — изменились бампер, капот, светотехника. Появился рядный четырёхцилиндровый двухлитровый турбодизель с непосредственным впрыском топлива («Rover») мощностью 20t2n 77 кВт/105 л. с.

### Награды
- «Автомобиль года в Японии» в 1993—1994 годах по версии Исполнительного комитета.
- «Импортный автомобиль года» в 1994 году по версии журнала Motor Trend.

### Европейская версия

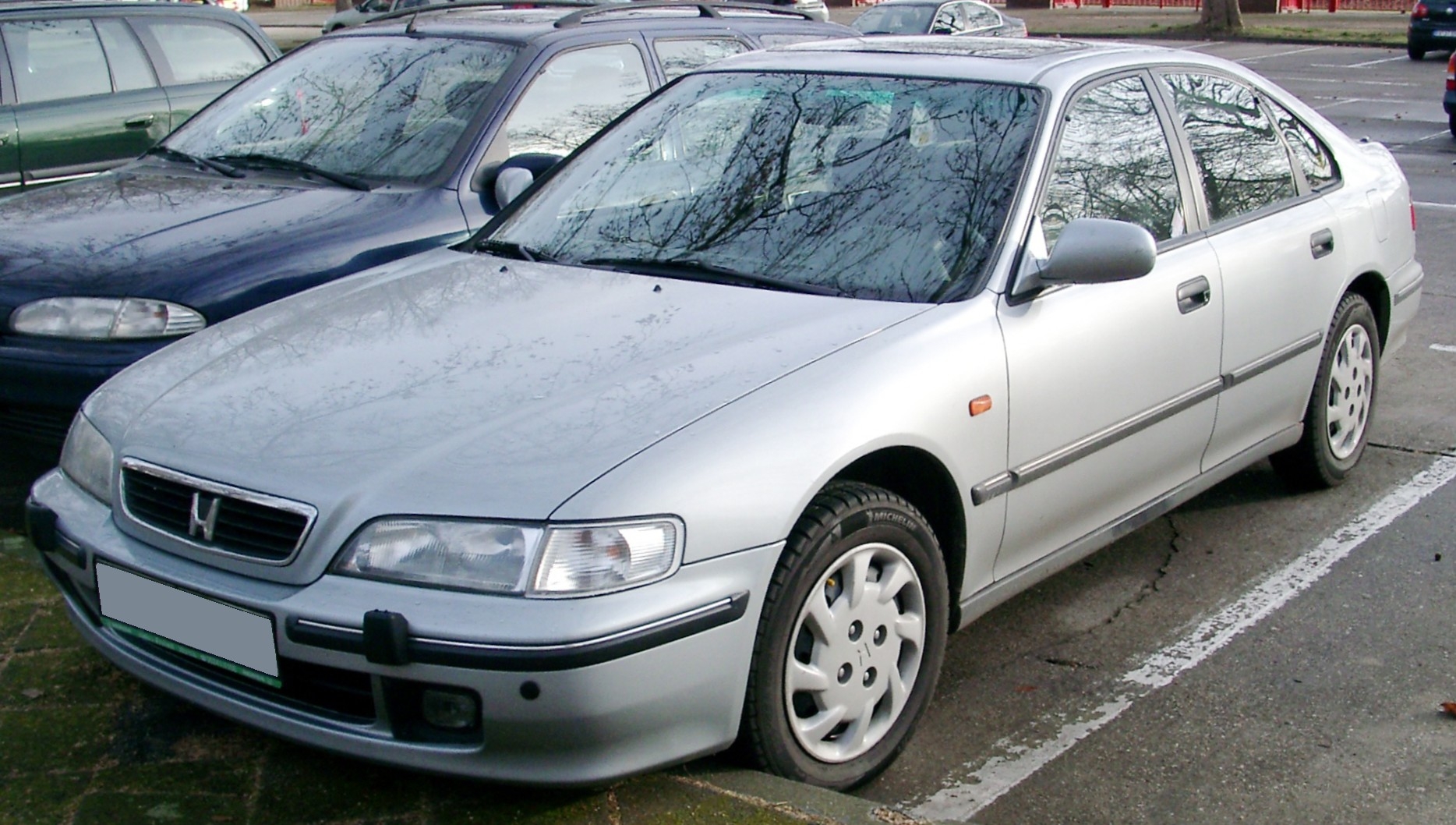
1995 European Accord Sedan

Запуск пятого поколения также примечателен тем, что Honda впервые выпустила созданную только для европейского рынка модель, которая собиралась в городе Суиндон (Swindon) Великобритания. Европейский седан Accord, однако, не связан непосредственно с пятым поколением Accord CD (имеет отношение к предыдущему поколению Accord CB, так как это несколько переработанный вариант Honda Ascot Innova). Созданный в Свиндоне Accord седан на европейском рынке сопровождали купе и Aerodeck, импортируемые из США. В это же время британская группа Rover, партнёр Honda на тот момент, начала выпуск Rover 600, которая была разработана совместно с европейской версией Accord седан.

## Шестое поколение
Шестое поколение выпускалось с 1997 по 2002 год. Теперь все бензиновые двигатели серии F и H (Р4) были оснащены системой VTEC: D16B7 1,6 л 78 кВт/107 л. с.;D16B6 1,6 л 85 кВт/116 л. с.;F18B2 1,8 л 100 кВт/136 л. с.; F20B6 2,0 л 108 кВт/147 л. с. Остался в гамме и турбодизель. Для рынка США: Р4 2,3 л 99 кВт/135 л. с., 109 кВт/148 л. с. и 110 кВт/150 л. с.; V6 3,0 л 147 кВт/200 л. с. Представлен европейский Type R: 2,2 л 156 кВт/212 л. с. (код мотора H22A7), максимальная скорость — 228 км/ч. Коробка передач — U2Q7, самоблокирующийся дифференциал. Для рынка Японии: F18B 1,8 л 140 л. с., F20B SOHC 2,0 л 145 л. с., F20B SOHC 2,0 л 148 л. с., F20B SOHC 2,0 л 150 л. с., F20B nbvDOHC 2,0 л 180 л. с., F20B DOHC 2,0 л 200 л. с., H22A 2,2 л 220 л. с. (седан) и F23A 2,3 л 158 л. с.(универсал 4 WD), F23A 2,3 л 160 л. с.(универсал 2WD), H23A 2,3 л 190 л. с., H23A 2,3 л 200 л. с. (универсал).

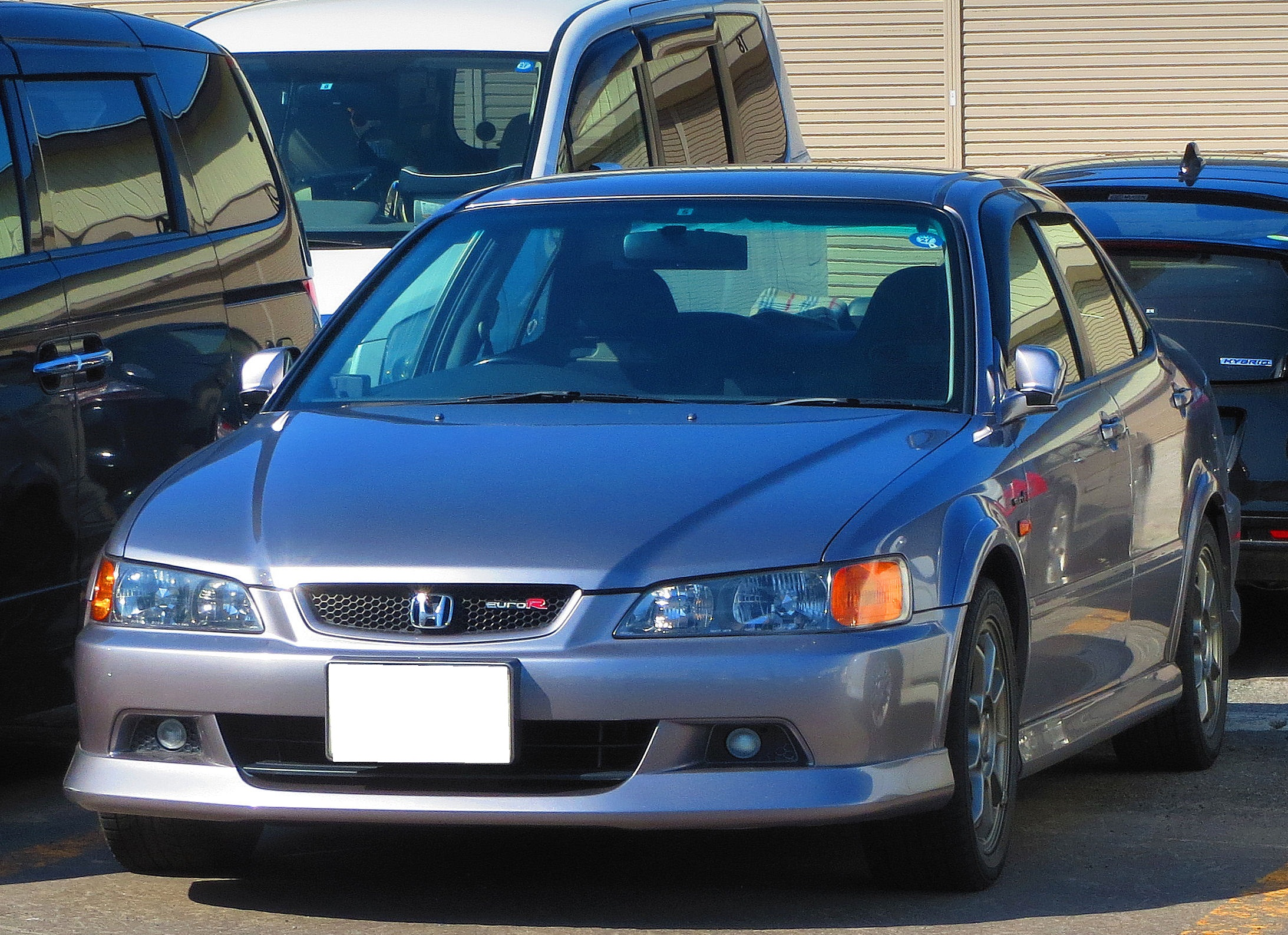
Honda Accord 6th generation JDM

Кроме того, в Японии параллельно Accord выпускалась модель Torneo, полностью повторяющая модельный ряд Accord седана, отличалась иной оптикой, бамперами и оперением, также по OEM соглашению с концерном ISUZU Honda производила для него автомобиль Isuzu Aska, являвшийся полной копией (за исключением решетки радиатора и эмблем с надписями) Accord VTS. С 6го поколения все японские модели Accord оснащаются электрическим усилителем руля.
В Японии вместо модификации Type-R выпускалась модификация Euro-R (в том числе и для Torneo).
Модели для рынков Европы, Японии и США имели совершенно разные кузова. Также в 2000 году, отдельной, небольшой серией, выпускался «большой» Accord для Сингапура, отличительными особенностями являлся двигатель F20B5 2,0 л.(147 л.с.), слегка изменённый вид кузова и оптики, а также светлый кожаный салон (седан).

### Безопасность
Автомобиль прошёл тест Euro NCAP в 2000 году:
| Euro NCAP                                                 | Euro NCAP | Euro NCAP | Euro NCAP |
| --------------------------------------------------------- | --------- | --------- | --------- |
| Рейтинги                                                  | Пассажир  |           | 26        |
| Рейтинги                                                  | Пешеход   |           | 16        |
| Протестированная модель: Honda Accord 1,8i LS, RHD (2000) |           |           |           |

## Седьмое поколение
В седьмом поколении (2002—2008) также выпускались совершенно разные машины для разных рынков, но теперь их не три, как в шестом поколении, а две — «большой» для Америки, Сингапура, Китая, Таиланда и, возможно, ещё ряда стран и «маленький» — для Европы и Японии.

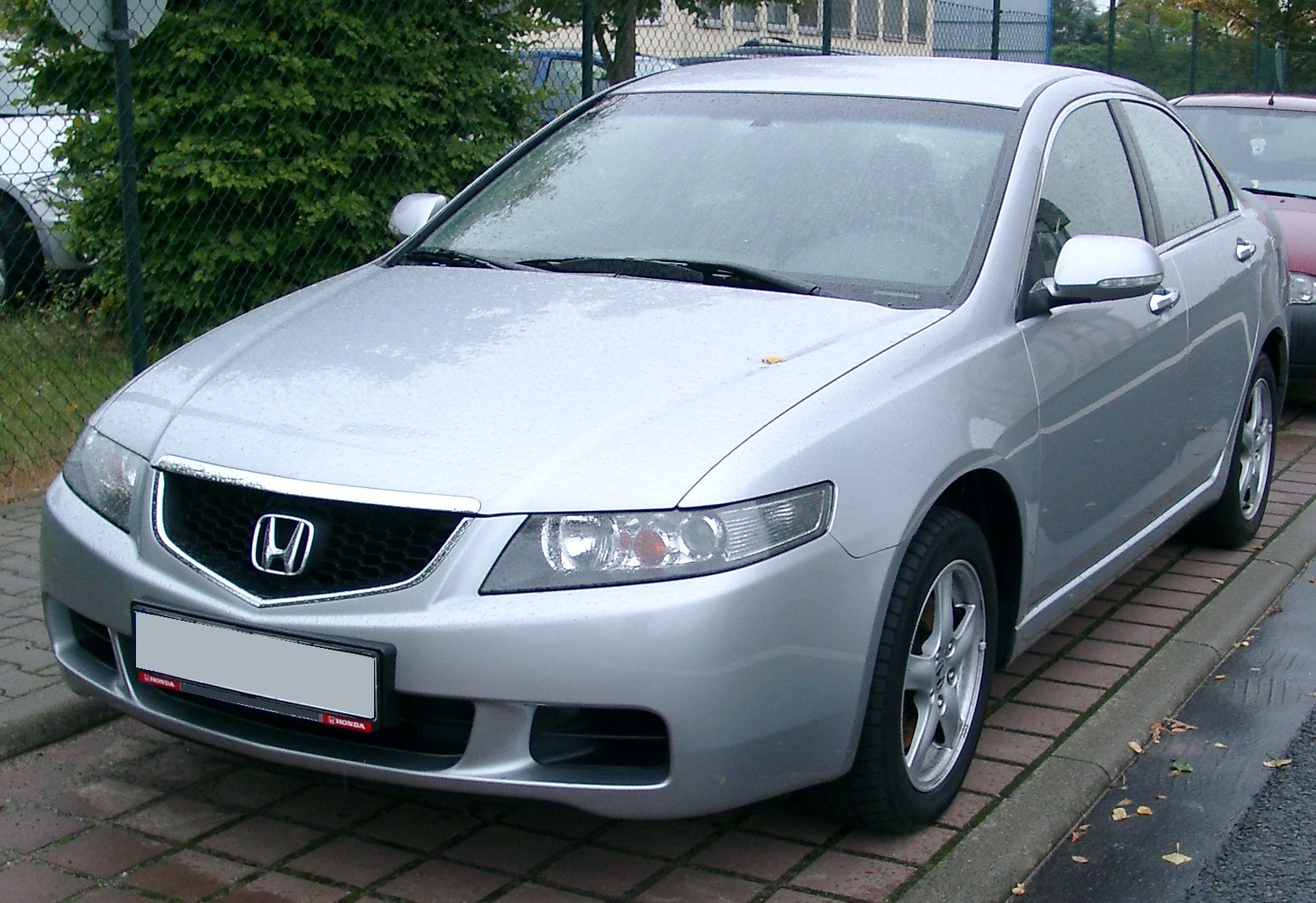

В Accord седьмого поколения конструкторы вложили весь четвертьвековой опыт эксплуатации всех поколений модели. Выпускался он только в Японии, потом попадал в другие страны. 
Японский и европейский Accord стали практически одинаковыми: основным отличием было наличие ЭУР в японской версии и ГУР во всех остальных.
Accord седьмого поколения оснащался системой изменения фаз газораспределения i-VTEC. 
Подвеска: двухрычажная спереди и многорычажная сзади. Отделка салона была выполнена на достаточно высоком уровне.
Европейский и японский Accord получили кузов CL-7, CL8 −4WD (только для японского рынка) и (CL-9), отличавшийся достаточно ярким экстерьером, что положительно отразилось на продажах и помогло сохранить стратегическое значение модели в борьбе компании Honda за мировой рынок. Седьмое поколение сочетало в себе черты спортивного автомобиля, и практичность семейного седана. Разница между версиями для внутреннего и на экспорт была минимальна, что объясняется ставшим универсальным во всем мире характером требований к современному семейному седану. Основным отличием было использование в японской версии электроусилителя руля, в то время как на остальные рынки автомобиль поставлялся с гидравлическим. Базовая версия Accord относилась к сегменту «2-литровых седанов» (кузов CL-7), а его топ-версии Executive и Type-S предлагалась и с более мощным и тяговитым двигателем рабочим объёмом в 2,4 л (кузов CL-9).
Для японского рынка предлагалась полноприводная версия с кузовом седан CL8, и универсал, также версия Euro-R с 2.0-литровым 220-сильным мотором. Дебют модели состоялся в октябре 2002 года, в мае 2003 был представлен Accord с кузовом универсал, в декабре того же года был представлен дизельный Accord для западноевропейского рынка. Автомобиль был подвергнут рестайлингу в октябре 2005 года. В Японии в семейство входила также спортивная модификация Euro-R. 

Accord для Северной Америки снова увеличился в размерах, став совершенно другим автомобилем, чем его японские и европейские аналоги. Это поколение было доступно как в форме купе, так и в форме седана, а гибридная модель была представлена в начале 2005 года. К 2006 году он был существенно обновлен.
Новый седан и универсал (седьмого поколения) полюбились многим. Accord позиционировался как семейный автомобиль, но вместе с тем модификация Type-S намекает на то, что автомобиль не лишен спортивного задора, к сожалению подчеркнутого исключительно юбками бамперов, накладными порогами и колесами на дюйм больше. Машина оснащалась 2.0(155 л.с) литровым и 2.4(190 л.с) литровым бензиновым моторами, также имелся дизельный двигатель объёмом 2.2(140 л.с) литра. Аккорд в седьмом поколении дебютировал в 2002 году и предлагался сразу для трёх рынков: Европы, США и Японии. Однако модель для США внешностью заметно отличалась от европейской, начинкой впрочем тоже. 
В 2007 году в честь 30-летия модели Accord компания Honda выпустила на европейский рынок версию Accord Special Edition, которая от стандартной отличалась эксклюзивной окраской «White Pearl» комплектацией и оформлением интерьера. Данная версия и стала последней страничкой в истории седьмого Аккорда.
«Седьмой» Аккорд запомнился смещением акцентов в сторону «премиума». Новейший Accord продолжил эту традицию и превзошёл старшего брата, став ещё более солидным и представительным, но более отстраненным от водителя и комфортным.

### Безопасность
Автомобиль прошёл тест Euro NCAP в 2003 году:
| Euro NCAP                                                   | Euro NCAP | Euro NCAP | Euro NCAP |
| ----------------------------------------------------------- | --------- | --------- | --------- |
| Рейтинги                                                    | Пассажир  |           | 28        |
| Рейтинги                                                    | Пешеход   |           | 16        |
| Протестированная модель: Honda Accord 2,0 Sport, RHD (2003) |           |           |           |

## Восьмое поколение
Представлен в марте 2008-го. Впервые все модели снабжены электроусилителем руля (до этого — только модели для японского рынка).

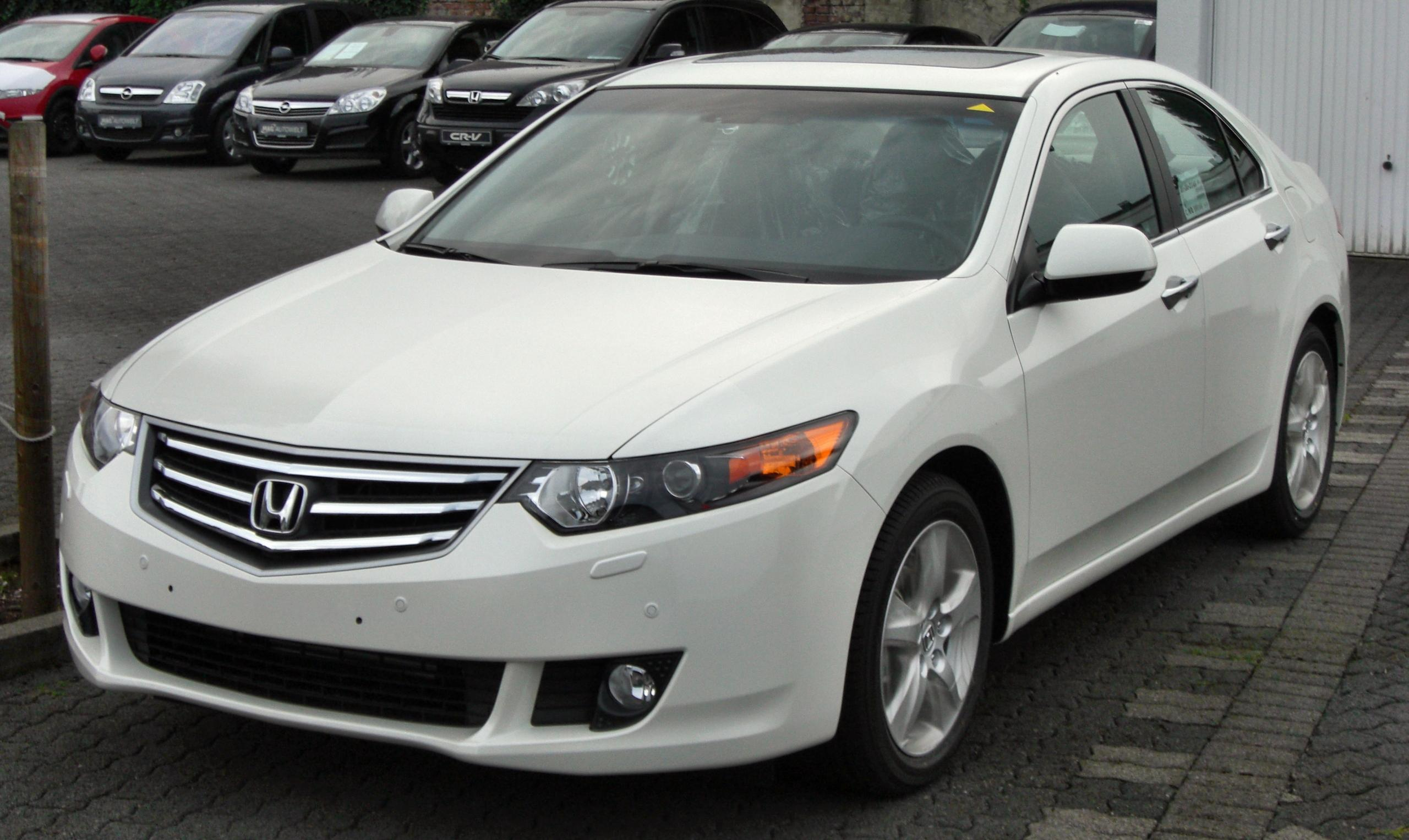
Honda Accord 8 (Япония,Европа,Австралия)

Как и седьмое поколение, включает в себя, по сути, две разные машины — «маленький» и «большой» Аккорды. Оба существуют в кузовах седан и универсал, «большой» имеет кроме того кузов купе. Разные аккорды предназначены для разных рынков. Так, «маленький» для Европы (включая Россию) и Японии, «большой» — для США, Канады, Китая, Таиланда, Сингапура. В Австралии продаются оба — «большой» как просто Accord, а «маленький» как Accord Euro. Кроме того, на рынках где продается «большой аккорд» часто продаётся и «маленький», но под другими названиями, например для Китая это Spirior, для США — Acura TSX. То же и с «большим» — в Японии он продаётся как Honda Inspire. Кроме того в восьмом поколении появился кроссовер — Accord Crosstour с системой 4WD (для России — просто Crosstour).
- Подвеска передняя: 	Независимая, двухрычажная.
- Подвеска задняя: 	Независимая, многорычажная.
- Тормоза передние: 	Дисковые вентилируемые c 4-канальной ABS.
- Тормоза задние: 	Дисковые.
- Размер шин: 	205/60R16. 
 225/50 R17 или 235/45 R18.
- Размер дисков: 	17x6,5J или 18x7J. 
 16x6,5J.

### Безопасность
Автомобиль прошёл тест Euro NCAP в 2008 и 2009 годах:
| Euro NCAP                                                           | Euro NCAP | Euro NCAP | Euro NCAP |
| ------------------------------------------------------------------- | --------- | --------- | --------- |
| Рейтинги                                                            | Пассажир  |           | 35        |
| Рейтинги                                                            | Ребёнок   |           | 39        |
| Рейтинги                                                            | Пешеход   |           | 19        |

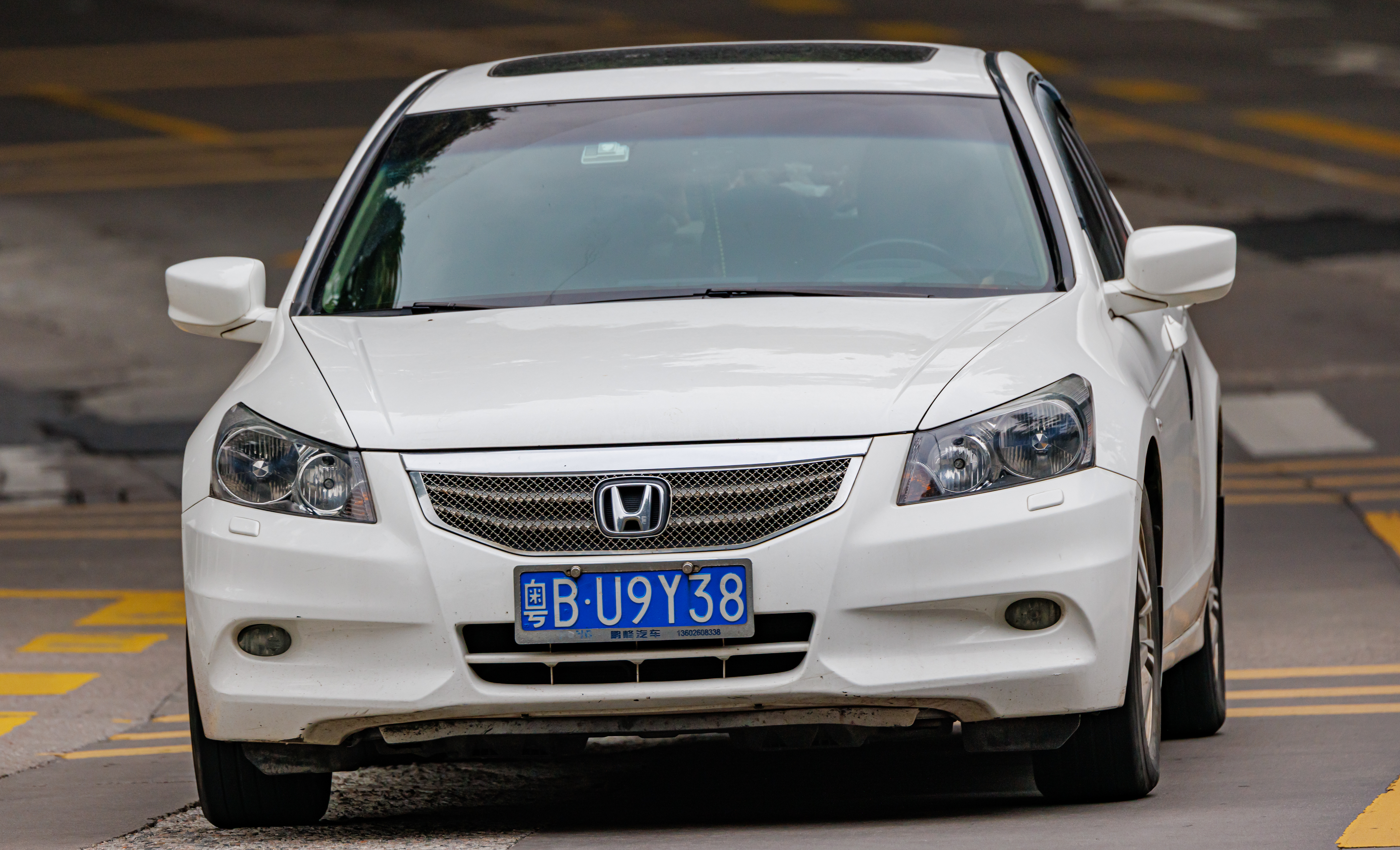
Honda Accord 8 (США, Канада, Китай, Австралия, Таиланд, Сингапур)

| Протестированная модель: Honda Accord 2,2 i-DTEC, ES-GT, RHD (2008) |           |           |           |

| Euro NCAP                                                           | Euro NCAP | Euro NCAP | Euro NCAP             |
| ------------------------------------------------------------------- | --------- | --------- | --------------------- |
| · общий рейтинг                                                     |           |           |                       |
| 86%                                                                 | 79%       | 54%       | 86%                   |
| взрослый пассажир                                                   | ребёнок   | пешеход   | активная безопасность |
| Протестированная модель: Honda Accord 2,2 i-DTEC, ES-GT, RHD (2009) |           |           |                       |

## Девятое поколение
Девятое поколение автомобиля было представлено в 2012 году на Североамериканском международном автосалоне в Детройте, Предлагается как 4-дверный седан и 2-дверное купе.
В отличие от знаменитой двухрычажной передней подвески в предыдущих поколениях, в девятом спереди установлена подвеска типа макферсон со стабилизаторами поперечной устойчивости. Автомобиль в России представлен с двигателями объёмом 2,4 и 3.5.
Двигатель 2,4 DOHC 4-цилиндровый, 16-клапанный, с верхним расположением распредвалов, блок цилиндров из легкого сплава с системой управления клапанами i-VTEC. Так же мотор имеет 191 л.с при 6200 об мин и 228 Н⋅м при 4000 об мин. Двигатель 3.5 V6 SOHC 6-цилиндровый, V-образный, 24-клапанный, с одинарным верхним распределительным валом, блок цилиндров из легкого сплава с системой переменного управления цилиндрами VTEC. V-образный двигатель обладает мощностью в 301 л. с., так же при 6200 об/мин, и крутящим моментом 342 Н⋅м при 4900 об/мин.
C 20 июня 2013 новый Аккорд доступен и в Японии, притом доступен он там только в версиях Hybrid и Plug-In Hybrid.

## Десятое поколение
14 июля 2017 года компания Honda представила десятое поколение 4-дверного седана Accord (CV). Производство началось 18 сентября 2017 года, а продажи начались в октябре 2017 года как модель 2018 года. Accord построен на модульной платформе, на которой также построены модели Civic и CR-V. Схема подвески такая же, как и у предыдущей модели, но в передних стойках McPherson используются новые рычаги Г-образной формы и все установлено на другом алюминиевом подрамнике. Задняя большая подвеска стала компактной, ее подрамник крепится к кузову через втулки, заправленные жидкостью.  Автомобиль комплектуется стандартным 1,5-литровым турбокомпрессором L15BE или 2,0-литровым турбокомпрессором K20C4, позже представившим гибридную версию. Модели купе и двигатели V6 в этом поколении производиться не будут.
При создании модели внимание приходила тише в салоне. Дополнительные шумоизоляционные материалы появились на полу, в крыльях и под капотом. Меньше шума должно проникать через передние и боковые окна. Плюс в салоне установлена система активных шумоподавлений с тремя микрофонами. 

## Одиннадцатое поколение
10 ноября 2022 года было представлено одиннадцатое поколение Accord для продаж в 2023 модельном году. Седан получил новый дизайн кузова и интерьера. В салоне Accord появилась 10,2-дюймовая цифровая приборная панель. Гибридные версии предлагают 12,3-дюймовый сенсорный экран информационно-развлекательной системы, а бензиновые – 7-дюймовый. 